# Set Korales
Set Korales fou el nom donat pels portuguesos al territori al nord de Colombo, format per set districtes natius (Korales). El territori anava entre Colombo i un punt a mig camí entre Puttalam i Mannar. Al nord i al sud només s'estenia uns quilòmetres cap al interior però al centre s'estenia quasi fins al mig de l'illa. Les ciutats principals eren Puttalam i Negombo.